# Thạnh Hòa (phường)
Thạnh Hòa là một phường thuộc quận Thốt Nốt, thành phố Cần Thơ, Việt Nam.
Phường Thạnh Hòa có diện tích 7,43 km², dân số năm 1999 là 8.132 người, mật độ dân số đạt 1.094 người/km².